# Michel Marot (poète)
Pour les articles homonymes, voir Michel Marot et Marot.
Michel Marot, fils unique de Clément Marot, est un poète français.

## Biographie
On ignore qui fut sa mère, en quel lieu et en quelle année il naquit et mourut, à quel âge il parvint, et quelles furent les actions de sa vie. Tout ce qu’on sait, c’est qu’il devint le page de Marguerite de France dès 1534, et qu’il fit quelque séjour à Ferrare.
Dans la lignée de son père, Clément Marot, et de son grand-père, Jean Marot, il se lança dès son adolescence dans l'écriture de la poésie.
Il n’en fit qu’un petit nombre, qui furent imprimés d’abord en 1560 avec les Contredits aux fausses et abusives prophéties de Nostradamus du sieur Antoine Couillard du Pavillon, proche ami de son père qui lui avait lui-même dédié quelques vers. 
On les a réimprimés en 1723 à la suite des Poésies de Jean Marot, son aïeul, et de celles de Clément Marot. 
Il avait pris pour devise : « Triste et pensif ». On ne peut juger d’après ses vers s’il pensait beaucoup ; mais on y voit qu’en effet il était assez triste : il s’y plaint de sa mauvaise fortune, et avoue, en le prouvant, qu’il n’a ni la grâce, ni l’audace, telle que son père avait. C'est ce qu'il est resté de lui dans ses rares biographies après sa mort.

### Source
- « Michel Marot (poète) », dans Louis-Gabriel Michaud, Biographie universelle ancienne et moderne : histoire par ordre alphabétique de la vie publique et privée de tous les hommes avec la collaboration de plus de 300 savants et littérateurs français ou étrangers, 2e édition, 1843-1865 [détail de l’édition]